# La Gaceta Literaria (Argentina)
La Gaceta Literaria fue una revista cultural editada en Buenos Aires entre 1956 y 1960 por la editorial Stilcograf, —de propiedad de Gregorio y José Stilman— y dirigida por Pedro Orgambide y Roberto Hosne. Fue considerada "el paradigma de la revista literaria integral".

## Historia
Su equipo de colaboradores incluyó personalidades ya conocidas en los medios literarios, Bernardo Verbitsky, Bernardo Kordon y Francisco Solero, pero también autores hasta entonces desconocidos como Enriqueta Muñiz, Domingo di Riscio, Abel Espinosa, Hernán Rodríguez, Hemilce Carrega, Humberto Constantini, Juan Oller, Simon Feldman, Hugo Panno, Luis Ordaz, Roberto Cossa, Arnoldo Liberman; además de historiadores como Félix y Gregorio Weinberg. Muchos de quienes escribieron en la revista estaban vinculados al mundo comunista, María Rosa Oliver, Leónidas Barletta, José Pedroni, Enrique Wernicke, Juan L. Ortiz y Raúl González Tuñón. Algunos autores, como Juan José Sebreli entre otros, tuvieron aportes esporádicos.
La revista publicó 21 números, entre febrero de 1956 y septiembre de 1960.  Se la caracterizó por su "espíritu crítico, la sensibilidad hacia los valores culturales contemporáneos y una voluntad de transformación que podía trascender el hecho puramente literario". Eduardo Romano señaló que uno de sus rasgos fue "la aspiración de llegar a un público menos especializado, su formato es el de la revista-kiosco, con fotografías, dibujos y caricaturas. De esta forma, el humor irrumpe en la tradicional seriedad de las revistas literarias argentinas." 
Dejó de publicarse por causa de la clausura de la editorial e imprenta Stilcograf por el gobierno de Arturo Frondizi.